# Visit Japan Webサービス
Visit Japan Webサービス（ビジット・ジャパン・ウェブ・サービス、英語: Visit Japan Web）は、デジタル庁が提供する、海外からの入国者が入国時に検疫・入国審査・税関申告の入国手続等をオンラインで行えるウェブサービスである。現時点では、成田国際空港、羽田空港、関西国際空港、中部国際空港、福岡空港、新千歳空港、那覇空港でのみ利用することが出来る。

## 概要
対応言語は日本語・英語・韓国語。利用にあたり、電子化された検査証明書とパスポートが必要である。
またデジタル庁は以下のことが可能としている。

### 入国前に出来る事
- 電子化された陰性証明書のアップロード
- WEB上での税関申告事前登録
- (外国籍のみ)外国人入国記録の登録

### 入国時に出来る事
- 登録された陰性証明書の提示(アップロードされた内容を提示)
- 入国審査時、事前登録した内容を二次元コードにて表示
- 税関申告時、事前登録した内容を二次元バーコードにて提示

## 沿革
2021年12月15日、同月20日に利用開始となる事を発表した。
12月20日、新型コロナワクチン接種証明書アプリの公開と同時にVisit Japan Webの運用を開始した。
2022年6月17日、空港での検疫手続の事前登録ができる「ファストトラック」との情報連携（データ引継ぎ）が可能になった。
8月9日、海外で取得した接種証明書の内容をVisit Japan Webに登録すると、国内提示用フォーマットで保存・表示できる機能がリリースされた。